# Martin Sellner
Martin Sellner (født 8 januar 1989) er en østrigsk højreradikal aktivist, leder af Identitäre Bewegung Österreichs (IBÖ, Østrigs Identitære Bevægelse), og del af alt-right bevægelsen.